# 1967年逝世人物列表
1967年逝世人物列表：1月 - 2月 - 3月 - 4月 - 5月 - 6月 - 7月 - 8月 - 9月 - 10月 - 11月 - 12月
下面是1967年逝世的知名人士列表。

## 1月

### 3日
- 瑪麗·加登，蘇格蘭裔美國歌劇歌手
- 杰克·鲁比，美國夜總會老闆和被定罪的罪犯，最著名的是殺害李·哈維·奧斯瓦爾德的兇手

### 4日
- 唐納德·坎貝爾，英國水上和陸地速度記錄尋求者

### 9日
- 沃爾多·弗蘭克，美國小說家和歷史學家

### 12日
- 霍蘭·史密斯，美國將軍

### 14日
- 卡拉伊·米克洛什，匈牙利第34任總理

### 17日
- 伊芙琳·内斯比特，美國女演員和模特
- 巴尼·羅斯，美國拳擊手

### 21日
- 安·謝里丹，美國女演員

### 22日
- 喬比娜·拉爾斯頓，美國女演員

### 23日
- 霍尔库姆·沃德，美國網球運動員

### 24日
- 路易吉·費德佐尼，義大利法西斯政治家

### 27日
- 阿波罗1号的機組人員（發射台火災）：
  - 埃德·懷特，美國宇航員
  - 格斯·格裡索姆，美國宇航員
  - 罗杰·查菲，美國宇航員
- 第一代基爾繆爾伯爵大衛·麥克斯韋·菲夫，英國政治家、律師和法官
- 阿尔方斯·朱安，法國元帥
- 路易吉·坦科，義大利創作歌手

### 28日
- 萊昂哈德·塞帕拉，挪威裔美國雪橇犬飼養員、訓練師和雪橇犬飼養員

### 31日
- 埃迪·托兰，美國運動員

## 2月

### 3日
- 喬·米克，英國唱片製作人和音響工程師

### 6日
- 瑪蒂娜·卡羅爾，法國女演員
- 小亨利·摩根索，二戰期間的美國財政部長

### 7日
- 大衛·烏奈蓬，澳大利亞作家和發明家

### 8日
- 维克多·格兰茨，英國出版商

### 13日
- 阿韋拉多·L·羅德里格斯，墨西哥替補總統（1932-1934）[1]

### 14日
- 芙茹弗·法羅赫扎德，伊朗詩人、作家和電影製片人[2]
- 西格·魯曼，德國演員

### 15日
- 安東尼奧·莫雷諾，西班牙演員

### 16日
- 斯邁利·伯內特，美國演員

### 17日
- 西羅·阿萊格裡亞，秘魯記者、政治家和小說家

### 18日
- 罗伯特·奥本海默，美國物理學家

### 21日
- 查尔斯·博蒙特，美國作家

### 24日
- 法蘭茨·瓦克斯曼，德裔美國作曲家

### 28日
- 亨利·鲁斯，美國出版商

## 3月

### 2日
- 戈登·哈克，英國演員
- 何塞·馬丁內斯·魯伊斯，“阿佐林”，西班牙作家

### 5日
- 米沙·奧爾，俄羅斯出生的演員
- 穆罕默德·摩萨台，伊朗政治家，伊朗第35任總理
- 喬治·瓦尼爾，加拿大總督

### 6日
- 納爾遜·艾迪，美國歌手和演員
- 柯达伊·佐尔丹，匈牙利作曲家

### 7日
- 愛麗絲·托克拉斯，美國人

### 11日
- 傑拉爾丁·法拉爾，美國女高音

### 23日
- 彼特·約翰遜，美國布吉伍吉和爵士鋼琴家、詞曲作者

### 27日
- 雅罗斯拉夫·海罗夫斯基，捷克化學家，諾貝爾獎獲得者

### 30日
- 讓·圖默，美國作家

### 31日
- 唐·阿爾瓦拉多，美國演員
- 羅季翁·雅科夫列維奇·馬利諾夫斯基，蘇聯軍事指揮官兼國防部長

## 4月

### 5日
- 赫尔曼·约瑟夫·马勒，美國遺傳學家，諾貝爾生理學或醫學獎獲得者

### 13日
- 路易士·索摩查·德貝勒，尼加拉瓜第26任總統

### 15日
- 托托，義大利演員

### 17日
- 雷德·艾倫，美國爵士小號手

### 18日
- 弗裡德里希·海勒，德國神學家和歷史學家

### 19日
- 康拉德·阿登纳，德國政治家，德意志聯邦共和國第一任總理
- 第12代科克伯爵威廉·博伊爾，英國海軍上將[3]

### 22日
- 湯姆·康威，英國演員

### 23日
- 埃德加·內維爾，西班牙劇作家和電影導演

### 24日
- 弗拉基米尔·科马罗夫，蘇聯宇航員

### 25日
- 約瑟夫·博克斯霍爾，英國水手，泰坦尼克號四副

### 27日
- 威廉·道格拉斯·庫克，紐西蘭伊斯特伍德希爾植物園和普基蒂的創始人

### 29日
- 安東尼·曼，美國演員兼導演

## 5月

### 6日
- 周作人，中國作家

### 7日
- 安妮·鮑欽斯，美國電影剪輯師[4]
- 裘蒂思·伊芙琳，美國女演員

### 8日
- 拉文·安德魯斯，美國歌手
- 埃爾默·賴斯，美國劇作家

### 10日
- 洛伦佐·班迪尼，義大利一級方程式賽車手

### 12日
- 約翰·麥斯菲爾，英國詩人和小說家

### 13日
- 蘭斯·夏基，澳大利亞共產黨領袖[5]

### 15日
- 愛德華·霍普，美國畫家

### 18日
- 安迪·克萊德，蘇格蘭演員

### 21日
- 蓋薩·拉卡托斯，匈牙利將軍和政治家，匈牙利第36任總理
- 雷傑普·米特羅維察，阿爾巴尼亞政治家，阿爾巴尼亞第18任總理

### 22日
- 朗斯顿·休斯，美國作家、小說家、劇作家和專欄作家
- 約瑟普·普萊梅利，斯洛維尼亞數學家

### 25日
- 約翰內斯·伊滕，瑞士畫家

### 27日
- 蒂莉·埃丁格，德國出生的美國科學家，古泌尿學的創始人

### 29日
- 喬治·威廉·帕布斯特，奧地利電影導演

### 30日
- 克勞德·雷恩斯，英國演員

### 31日
- 比利·斯特雷霍恩，美國作曲家和鋼琴家

## 6月

### 3日
- 第一代泰德男爵亚瑟·泰德，英國空軍軍官，皇家空軍元帥

### 5日
- 亞瑟·比拉姆，以色列哲學家和教育家，以色列獎獲得者

### 6日
- 爱德华·吉文斯，美國宇航員

### 7日
- 多蘿西·帕克，美國作家

### 10日
- 史賓塞·屈賽，美國演員

### 11日
- 沃尔夫冈·苛勒，德國心理學家

### 13日
- 杰拉尔德·帕特森，澳大利亞網球冠軍
- 愛德華·艾靈頓，英國軍官;皇家空軍元帥

### 14日
- 埃迪·伊根，美國運動員

### 16日
- 雷金納德·丹尼，英國演員

### 17日
- 弗農·胡貝爾，美國海軍上將和美屬薩摩亞第36任總督

### 26日
- 弗朗索瓦絲·多利亞克，法國女演員

### 29日
- 普里莫·卡內拉，義大利拳擊手
- 杰恩·曼斯菲尔德，美國女演員
- 居勒·杜曼，土耳其民謠歌手、詞曲作者、作曲家、電視節目製作人和音樂教師。

## 7月

### 1日
- 格哈德·裡特，德國歷史學家

### 8日
- 法蒂瑪·真納，巴基斯坦的“民族之母”
- 费雯·丽，英國女演員

### 9日
- 歐根·費舍爾，德國醫學、人類學和優生學教授

### 13日
- 湯米·盧切斯，義大利裔美國黑幫老大

### 14日
- 都鐸·阿爾蓋齊，羅馬尼亞作家

### 17日
- 西里爾·林，美國電影演員
- 約翰·柯川，美國爵士薩克斯管演奏家

### 18日
- 翁贝托·德·阿伦卡尔·卡斯特洛·布朗库，巴西第26任總統（飛機失事）

### 19日
- 約翰·麥克諾頓，美國負責國際安全事務的助理國防部長，罗伯特·麦克纳马拉的顧問（飛機失事）[6]

### 20日
- 路易斯·布雷頓，美國航空先驅和空軍將軍

### 21日
- 吉米·法克斯，美國棒球運動員（費城田徑隊）和美國職業棒球大聯盟名人堂成員
- 阿爾伯特·盧圖利，南非政治家，諾貝爾和平獎獲得者
- 貝錫·羅斯本，英國演員

### 22日
- 卡爾·桑德堡，美國詩人

## 8月

### 1日
- 理查·庫恩，奧地利化學家，諾貝爾獎獲得者
- 阿德里安·阿坎德，加拿大政治家

### 2日
- 沃爾特·特倫斯·史黛斯，英國哲學家[7]

### 9日
- 乔·奥顿，英國劇作家
- 安東·沃爾布魯克，奧地利演員

### 13日
- 簡·達威爾，美國女演員

### 15日
- 路易士·埃吉古倫，秘魯歷史學家和政治家[8]
- 雷內·馬格利特，比利時畫家
- 曼努埃尔·普拉多·乌加特切，秘魯第50任和第54任總統

### 19日
- 以撒·多伊切爾，英國馬克思主義歷史學家
- 雨果·根斯巴克，盧森堡出生的編輯和出版商

### 22日
- 格雷戈里·古德溫·平卡斯，美國生物學家和研究員
- 朱妮·阿斯特，法国女演员

### 23日
- 纳撒尼尔·卡特梅尔，美國奧林匹克運動員

### 24日
- 亨利·凱撒，美國實業家

### 25日
- 斯坦利·布鲁斯，澳大利亞第8任總理
- 保羅·穆尼，美國演員
- 乔治·林肯·洛克威尔，美國納粹黨領袖

### 27日
- 布萊恩·愛普斯坦，英國樂隊經理（披頭士樂隊）

### 30日
- 撒母耳·莫斯伯格，美國拳擊手，奧運冠軍
- 阿德·萊因哈特，美國畫家

### 31日
- 伊利亚·爱伦堡，俄羅斯作家
- 米哈伊尔·科瓦廖夫，蘇聯將軍

## 9月

### 1日
- 詹姆斯·鄧恩，美國演員
- 伊尔斯·科赫，納粹德國戰犯
- 齐格弗里德·沙逊，英國詩人

### 2日
- 弗朗西斯·奧伊梅特，美國職業高爾夫球手

### 8日
- 朱利葉什·羅梅爾，波蘭將軍

### 12日
- 弗拉基米尔·巴托尔，斯洛維尼亞作家

### 13日
- 瓦里安·弗萊，美國記者

### 16日
- 帕夫洛·蒂奇納，烏克蘭詩人、翻譯家、公關人員、公共活動家、院士和政治家。[9]

### 18日
- 约翰·考克饶夫，英國物理學家，諾貝爾獎獲得者

### 27日
- 費利克斯·尤蘇波夫，俄羅斯刺殺拉斯普京

### 29日
- 卡森·麦卡勒斯，美國作家

## 10月

### 3日
- 平托·科爾維格，美國演員、報紙漫畫家和馬戲團表演者
- 伍迪·蓋瑟瑞，美國民謠音樂家
- 瑪律科姆·薩金特，英國指揮家

### 5日
- 克里夫顿·威廉姆斯，美國宇航員

### 7日
- 诺曼·安吉尔，英國政治家，諾貝爾和平獎獲得者

### 8日
- 克莱门特·艾德礼，英國政治家，英國第60任首相

### 9日
- 戈登·奧爾波特，美國心理學家
- 切·格瓦拉，阿根廷共產主義革命家
- 西里爾·諾曼·欣謝爾伍德，英國化學家，諾貝爾獎獲得者
- 安德列·莫羅瓦，法國作家
- 約瑟夫·皮拉提斯，德國體育文化家和彼拉提斯開發者
- 伊迪絲·斯托裡，美國女演員

### 12日
- 纳特·彭德尔顿，美國演員和奧運會摔跤手

### 17日
- 溥仪，中國末代皇帝

### 20日
- 吉田茂，日本外交官和政治家，日本第32任首相

### 21日
- 埃納·赫茨普龍，丹麥化學家和天文學家

### 29日
- 朱利安·迪維維耶，法國電影導演

### 30日
- 查理斯·特羅布裡奇，美國演員

## 11月

### 7日
- 约翰·南斯·加纳，美國第32任副總統

### 9日
- 查理斯·比克福德，美國演員

### 13日
- 哈麗特·科恩，英國鋼琴家

### 15日
- 艾丽斯·莱克，美國女演員

### 19日
- 卡西米尔·冯克，波蘭生物化學家

### 21日
- 弗洛倫斯·裡德，美國女演員[10]

### 25日
- 奧西普·扎德金，俄羅斯雕塑家、畫家和平版畫家

### 26日
- 阿爾伯特·華納，美國電影製片人

### 28日
- 莱昂·姆巴，加彭第一任總統

### 29日
- 費倫茨·明尼奇，匈牙利第47任總理

## 12月

### 4日
- DJ音標，英國語音學家
- 伯特·拉爾，美國演員

### 8日
- 小羅伯特·亨利·勞倫斯，美國宇航員

### 10日
- 奧蒂斯·雷丁，美國歌手

### 11日
- 霍華德·弗里曼，美國演員
- 维克多·德·萨巴塔，義大利指揮家和作曲家

### 17日
- 哈罗德·霍尔特，澳大利亞第17任總理（屍體未找到）

### 21日
- 斯图尔特·欧文，美國演員
- 埃納·赫茨普龍，丹麥化學家和天文學家

### 26日
- 悉尼·巴恩斯，英國板球運動員[11]

### 27日
- 費蘭·蘇尼爾·巴拉格爾，西班牙數學家

### 28日
- 凱薩琳·麥考密克，美國女權主義者[12]

### 29日
- 保羅·塞繆爾·懷特曼，美國樂隊領隊

### 30日
- 文森特·梅西，加拿大總督

## 日期不詳
- 法圖拉汗·阿克巴爾，伊朗內閣部長，伊朗第17任總理
- 理查德·劳恩斯伯里，85岁，美国商人